# 帕查特·詹金
帕查特·詹金（英語：Patchata Janngeon，1996年10月22日—） ，原名帕塔丹·詹金（泰語：พัทธเนย์ จันทร์เงิน，英語，Pattadon Janngeon） ，小名Fiat，泰國男演員。

## 簡歷
帕塔丹·詹金於1996年10月生於清邁，之後在當地的蒙特福特學院完成小學及中學課程。其後，他前往曼谷的斯巴頓大學主校就讀傳達藝術學位課程，修讀與電影及數位媒體相關的學科，並於2019年以一級榮譽獲得學士學位。
他早於2013年已透過參演校園喜劇電影《痞客青春》的男主角出道，該電影更在首周上映的電影中票房排行第三，總體獲得正面的評價。同年，他獲第22屆曼谷影評協會獎及第23屆泰国电影金天鹅奖提名為最佳演員獎的候選人。翌年，他繼續參演改編自該電影的延續篇電視劇《Grean House》（痞客影棚）。
其後，他在2016年加入GMMTV參演電視劇，在2017年的《SOTUS S》、2018年的《特長生》中飾演配角及主角角色，同樣獲得觀眾關注。

## 个人生活
2022年6月3日，帕查特在社交平台上宣布自己把本名從帕塔丹·詹金（泰語：พัทธดนย์ จันทร์เงิน）改成帕查特·詹金（泰語：ภัชทา จันทร์เงิน）。

## 影視作品

### 電視劇
| 年份   | 劇名                       | 角色     | 备注     |
| ------ | -------------------------- | -------- | -------- |
| 2014年 | Grean House                | Tee      | 主角     |
| 2016年 | 小小的大夢想               |          | 特別出演 |
| 2017年 | 王子學院之非常政治         | Fuse     | 配角     |
| 2017年 | 舞動奇蹟                   | Graph    | 配角     |
| 2017年 | SOTUS S                    | Dae      | 配角     |
| 2018年 | 特長生                     | Korn     | 主角     |
| 2019年 | 死亡禮物                   | Oat      | 主角     |
| 2020年 | 天使在身邊                 | Gabriel  | 特別出演 |
| 2020年 | 向左走向右走               | James    | 特別出演 |
| 2020年 | 特長生：畢業季             | Korn     | 主角     |
| 2020年 | 白色齒輪                   | Pure     | 主角     |
| 2021年 | 我的女友2000歲             | Kampun   | 主角     |
| 2021年 | 愛情積分                   | Tanwatan | 主角     |
| 2022年 | 花之戰爭                   | Worawet  | 配角     |
| 2022年 | 你是我缺少的唯一           | Chai     | 配角     |
| 2022年 | 分診處                     | Rit      | 配角     |
| 2022年 | 屍厲學校：鬼話連篇         | Korn     | 主角     |
| 2023年 | Return Man：我是失物协寻师 | Buai     | 配角     |
| 2023年 | Shadow                     | Trin     | 主角     |

### 電影
| 年份   | 電影                        | 角色 | 备注 |
| ------ | --------------------------- | ---- | ---- |
| 2013年 | 痞客青春                    | Tee  | 主角 |
| 2014年 | 1448愛在你我之間            | Fiat | 配角 |
| 2022年 | The World of Killing People | Win  | 主角 |

## 外部連結
- 帕查特·詹金的Instagram帳戶